# John Cookman
John Cookman   (Englewood, 2 de setembre de 1909 - Plattsburgh, 19 d'agost de 1982) va ser un jugador d'hoquei sobre gel estatunidenc que va competir durant la dècada de 1930. Estudià a la Universitat Yale.
El 1932 va prendre part en els Jocs Olímpics de Lake Placid, on guanyà la medalla de plata en la competició d'hoquei sobre gel.